# Перевузник Юрій Юрійович
Юрій Юрійович Перевузник (1903, Середнє — 17 вересня 1966, Прага) — український громадський та політичний діяч, міністр внутрішніх справ Карпатської України, один з організаторів українського крила Чехословацької аграрної партії.

## Життєпис
Народився в с. Середнє біля Ужгорода у селянській родині. В пошуках роботи його батько у 1912 році завербувався у Сполучені Штати Америки, де працював робітником, а мати померла. Тому Юрій Перевузник опинився в дитячому інтернаті, де жив і навчався до 1925 року. 
Повернувся на батьківщину та закінчення юридичного факультету Карлового університету (Прага), працював адвокатом у Мукачевому. У 1925–1926 роках перебував на дійсній службі в чехословацькій армії. Потім став практикантом різних судових установ краю до 1932 року. Після працював суддею Ужгородського і Хустського округів. До 1932 року був членом республіканської землеробської партії, яку ще називали українським крилом аграрної партії.
Один із засновників і провідних діячів української секції Чехо-Словацької Аграрної Партії, яка гуртувалася навколо газети «Земля і Воля» (виходила в 1934–1938; редактор С. Клочурак). 3 8 березня 1939 року очолював політичну організацію закарпатських українців — Українське Національне Об'єднання. 
Після офіційного проголошення незалежності Карпатської України 15 березня 1939 року — міністр внутрішніх справ в уряді Ю. Ревая. З початком окупації Карпатської України Перевузник разом з іншими керівниками на чолі з президентом Карпатської України Августином Волошином емігрував через Румунію, Югославію в Прагу, окуповану німецькими військами. З того часу працював у Празі в судових органах. У 1945 році, після окупації Праги заарештований радянськими спецслужбами, вивезений до СРСР і засланий. Після звільнення жив у Празі, де і помер 17 вересня 1966 року.
26 березня 1990 року Юрій Перевузник був посмертно реабілітований.